# Jablanje
Jezerce Jablanje površine ukupno oko 0,7 hektara nalazi se u Koprivničko-križevačkoj županiji oko 600 m sjeverno od općine i naselja Peteranec.

## Opis
Vodom gospodari ŠRK "La Ban" Peteranec. Jezerce je mutno, nastalo iskapanjem zemlje i šljunka a opskrbljuje se vodom podzemno i oborinskih voda. Dno jezera je šljunkovito i muljevito, mjestimično obraslo vodenom travom krocanj, trskom, rogozom, šašom i drugim biljem a ima i lopoča. Obala je s jedne strane pristupačna i uređena s više desetaka ribičkih mjesta a s druge sjeverozapadne obrasla je niskim i pokojim visokim raslinjem i šikarom. Oko jezera su poljoprivredne površine.

#### Ribolov
Jezero se poribljava (šaran, amur, tolstolobik, štuka i dr.)  i bogato je nekim sitnijim ribljim vrstama koje obitavaju na ovom području. Vrijedi sistem “ Ulovi i pusti C&R“, osim za sitniju ribu babušku, patuljastog somića i druge alohtone vrste. Ribolov grabežljivaca dozvoljen je samo umjetnim mamcima (varalicom). Zabranjena je uporaba čamaca i lov grabežljivca živim mamcem.

## Galerija
- Jezero Jablanje
- Jezero Jablanje